# قصر أندلسي

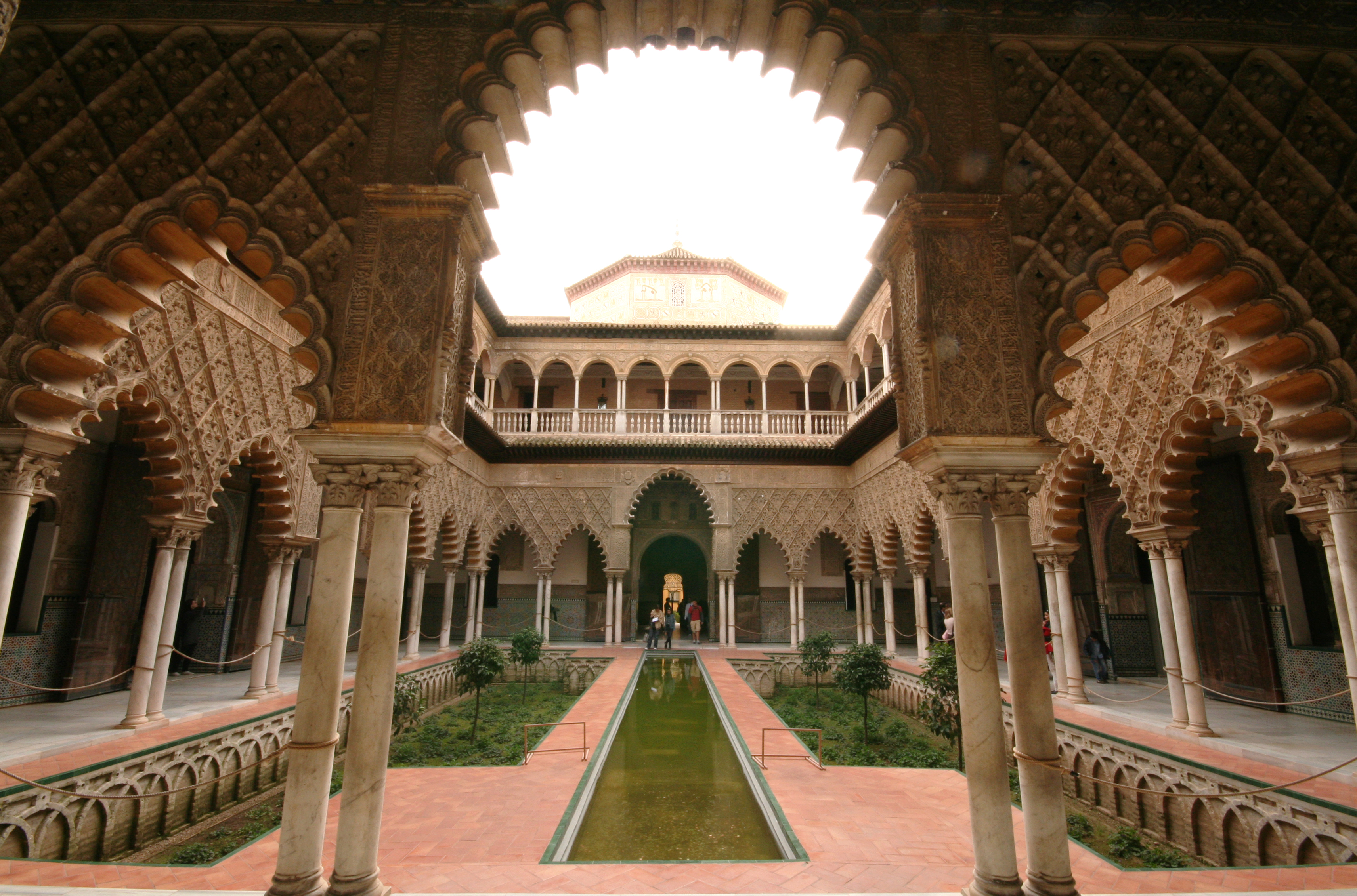
قصر المورق في مدينة إشبيلية

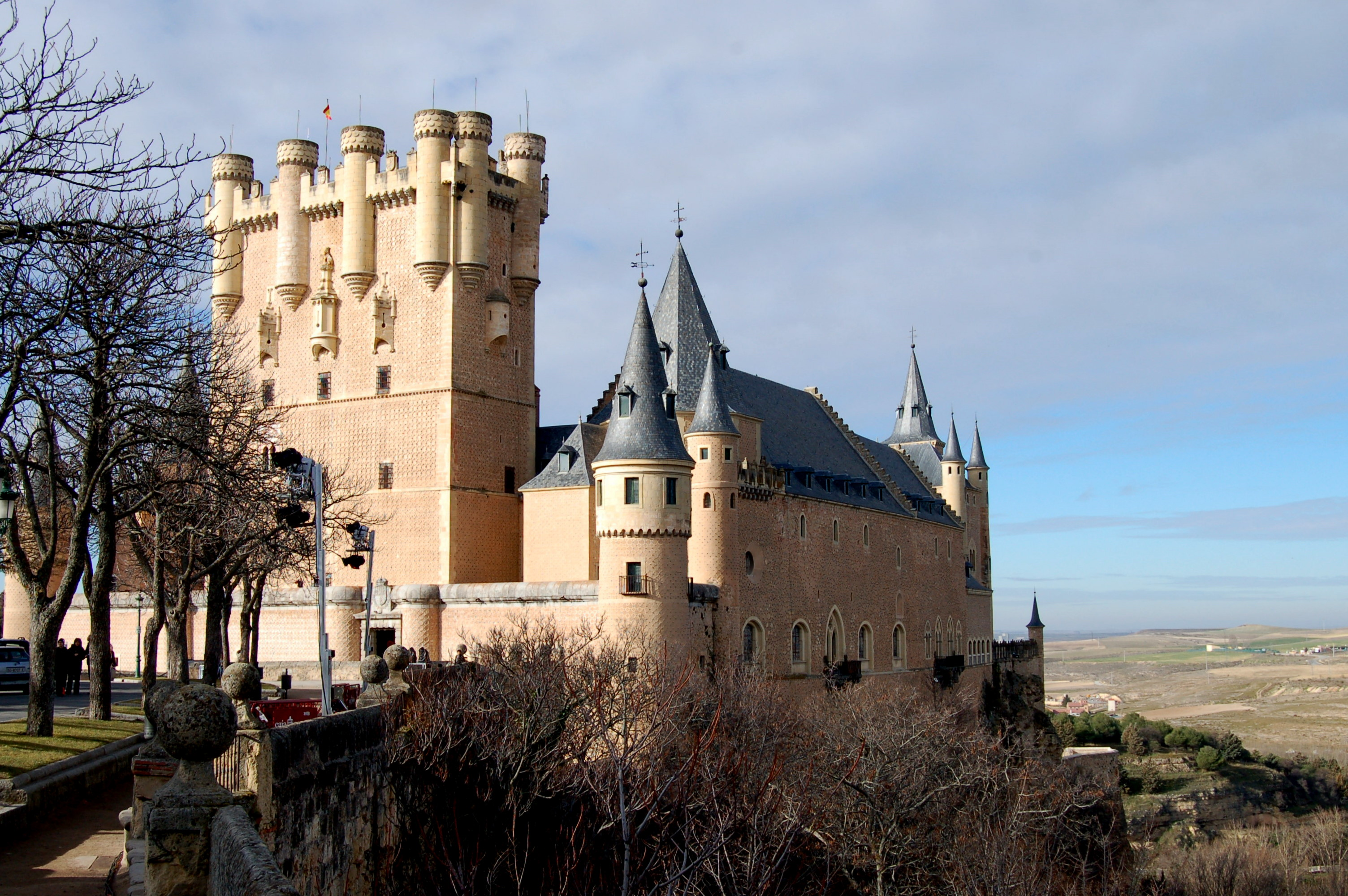
قصر شقوبية

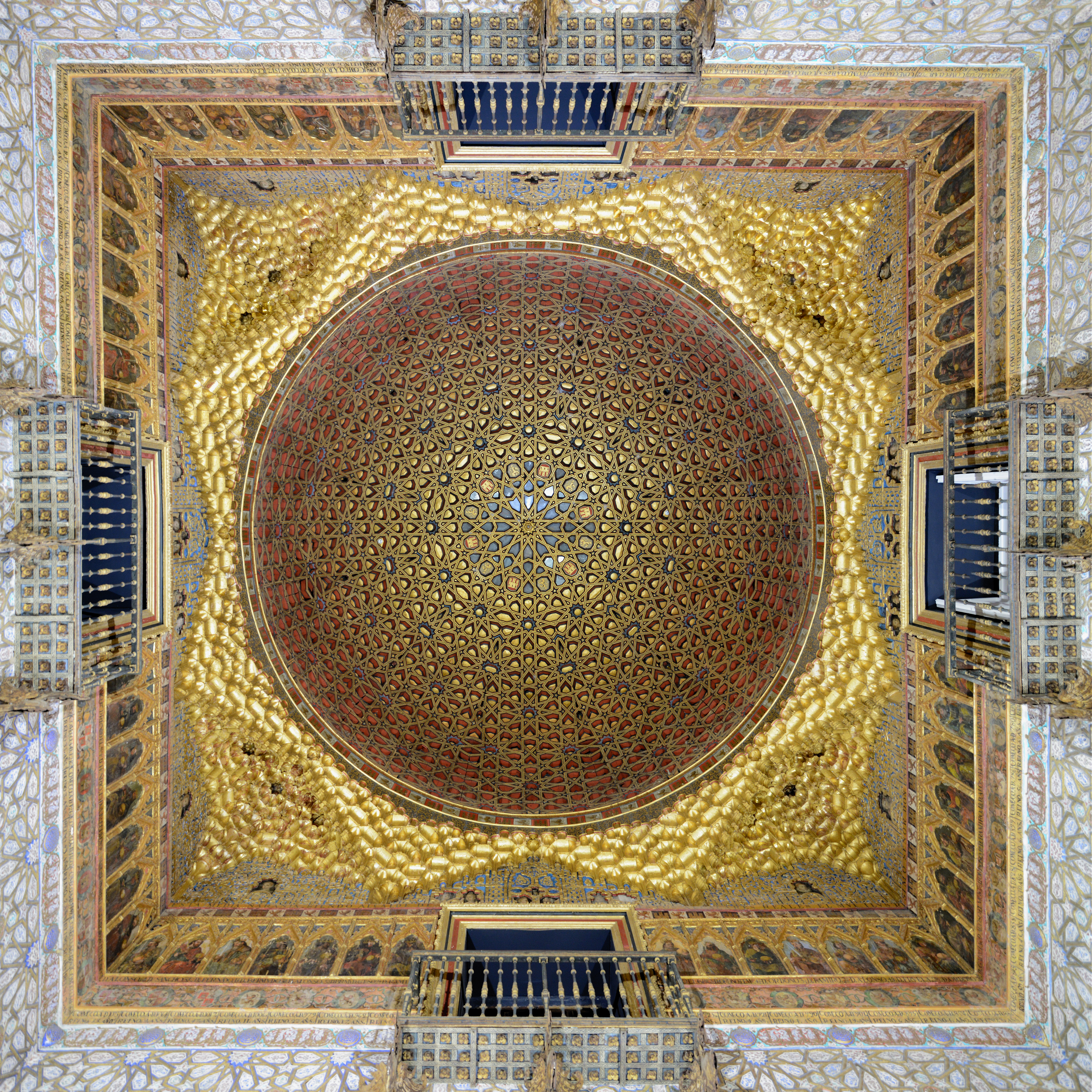
قاعة السفراء في قصر المورق

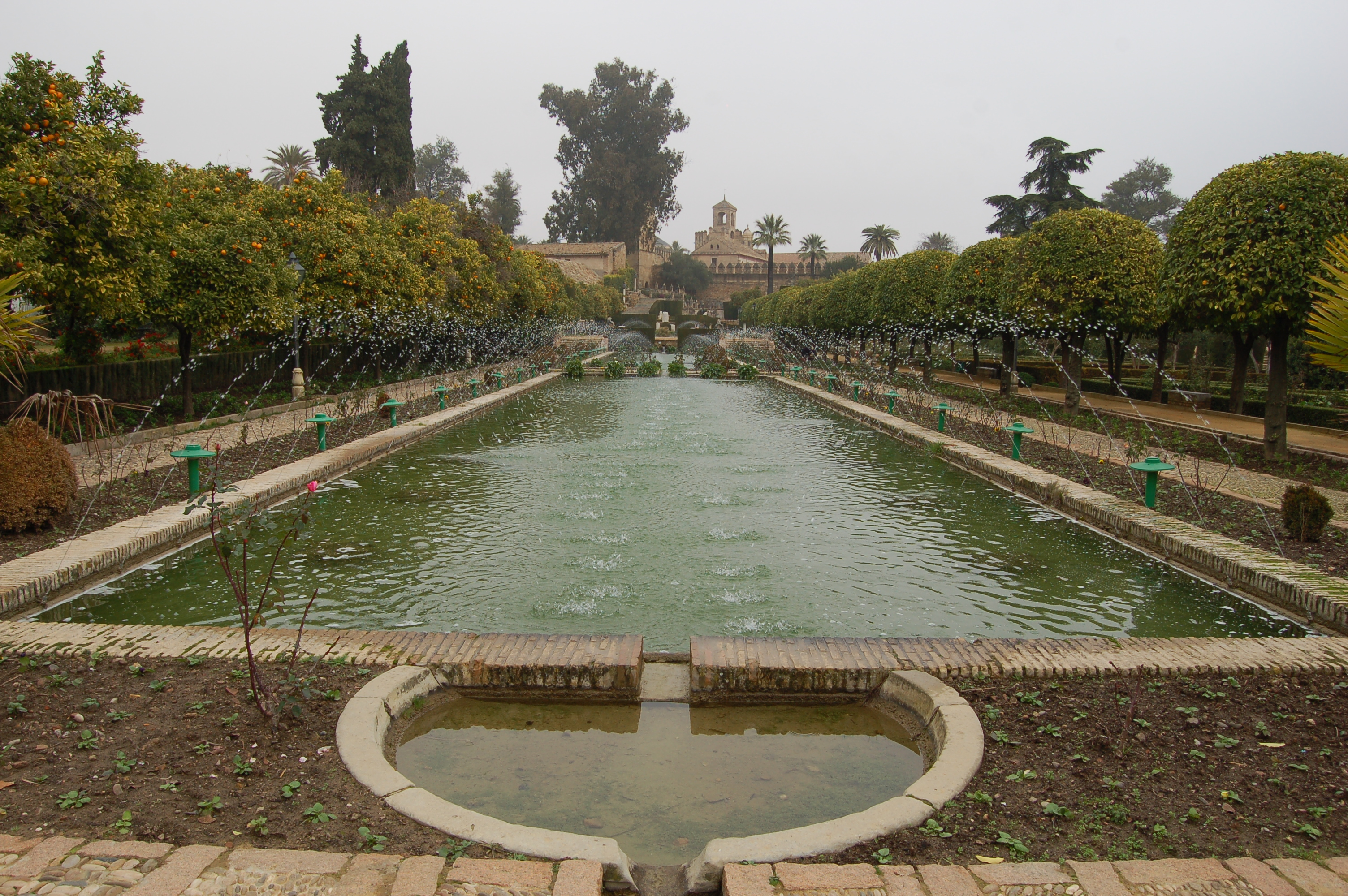
حدائق قصر قرطبة

القصر الأندلسي، (English: /ˈælkəzɑːr/; أنظر هنا) ويعرف في اللغات الأجنبية باسم «ألكازَر» (بالإسبانية: alcázar)‏؛ (بالبرتغالية: alcácer‏)، وهو لفظ مشتق من كلمة «القصر» العربية، وهو نوع مغربي للقلعة أو القصر في إسبانيا والبرتغال بُنِيَ خلال فترة حكم المسلمين، كما بني بعضها من قبل المسيحيين، وبعضها بُنِيَت على أنقاض القصور الرومانية أو القوطية القديمة، ومعظم القصور الأندلسية بنيت بين القرنين الثامن والخامس عشر، وتوجد هذه القصور في العديد من المدن في إسبانيا.

## المصطلحات
الكلمة الإسبانية alcázar مشتقة من الكلمة العربية «قصر القلعة» أو «القصر al-qaṣr». توجد كلمات مشابهة في اللغة الجاليكية (alcázar)، والبرتغالية (alcácer, تلفظ برتغالي: ‎/ɐɫˈkasɛɾ/‏)، والكتالونية (alcàsser، النطق الكتالاني : [əlˈkasəɾ]).
كما يوجد في إسبانيا قلاع مورية تعرف باسم الكازابة (القصبة al-qasbah)، ومع ذلك لا تسمى جميع القلاع في إسبانيا alcázar، غالبيتها تسمى باسم (الكاستيلو) باللغة الإسبانية أو (الكاستيل) باللغة الكاتالونية، كما لم يبنى كل الكازار أو الكازابا في إسبانيا أو البرتغال علي المعمار المغاربي فقط. فقد تم بناء العديد من القلاع التي حملت نفس التسمية بعد انسحاب الموريين من شبه الجزيرة الأيبيرية.

## أهم القصور الأندلسية
- قصر شقوبية (بالإسبانية: Alcázar de Segovia) هو حصن شيده المرابطون حوالي عام 1122م، وهو جزء من المدينة القديمة لشقوبية المدرجة كموقع للتراث العالمي في إسبانيا. هو حصن في رأس جرف صخري وهو واحد من المباني الفريدة والمعروفة في إسبانيا، تم بناءه؛ ليستخدم كحصن في بادئ الأمر ولكن تنوعت استخداماته تارةً كقصر، وتارةً أخرى كسجن، و كأكاديمية عسكرية. أما في في الوقت الراهن فيستخدم هذا القصر كمتحف تاريخي ثقافي وهو مفتوح للجمهور العام، ويعد أحد أكثر الأماكن الأساسية جذبا للسياح في شقوبية إلى جانب قناة مياه شقوبية وكاتدرائية شقوبية.
- قصر طليطلة كان يستخدم فيما يشبه الأكاديمية العسكرية في العصر الحديث. يشير حصار الكازار في الحرب الأهلية الإسبانية إلى هذه القلعة، التي سيطر عليها العقيد القومي خوسيه موسكاردو ضد القوات الجمهورية، ألقت القوات الجمهورية القبض على لويس بن موسكاردو البالغ من العمر 24 عاماً، وفي 23 يوليو 1936 أبلغت موسكاردو أنه إذا لم يستسلم الكازار في غضون عشر دقائق فإن ابنه سيموت. وعندما لم يستسلم موسكارادو، قُتل لويس، بعد شهر واحد في 23 آب/أغسطس.[4]
- قصر المورق أو قصر المبارك (كما عرفه بنو عبَّاد) أو كما يعرف حديثاً قصر إشبيلية (بالإسبانية: Reales Alcázares de Sevilla) كان في الأصل حصناً بناه المسلمون في إشبيلية، ثم تحول إلى قصر للحكم، وهو أقدم قصر ملكي لا يزال مستخدماً في أوروبا. أدرجته منظمة اليونسكو عام 1987 كموقع للتراث العالمي. كان العرب أول من بنى القصر وأسموه المورق في نفس موقع القصر الحالي (باللغة الإسبانية 'الكاثار': Alcázar).
- قصر قرطبة المعروف الآن باسم قصر الملوك المسيحيين، هو قصر يقع في قرطبة ويرجع للعصور الوسطى بالقرب من نهر الوادي الكبير، وبالقرب من كاتدرائية قرطبة. كان القصر مقرًا لحكم الملكين الكاثوليكيين إيزابيلا وفرناندو.
- قلعة شريش تشكل مجمع دفاعي يرجع إلى العهد الإسلامي في الأندلس حيث شيدت حوالي سنة 1211م من طرف الملك الأمازيغي محمد الناصر الموحدي، يقع في مدينة شريش الجبهة Jerez de la Frontera في مقاطعة قادس التابعة لإقليم أندلسيا. القلعة بنيت في قلب المدينة أثناء القرن الثاني عشر، وتعرضت لعدة تحويلات فيما بعد. وفي الفترة الحالية هي ملك للبلدية وبقيت محافظة على طابعها الإسلامي بشكل جيد. تشكل أسوار القلعة، حمامتها ومختلف قاعاتها، إضافة إلى مسجدها مثالًا جيدًا للهندسة الموحدية، تم تسجيل البناء كمعلم تاريخي سنة 1931م.
- قلعة برغس.

### بقايا من معالم القصور البارزة
- قصر الخليفة في قرطبة كان مقر حكومة الأندلس ومكانا لسكن أمراء وخلفاء قرطبة منذ وصول المسلمين في القرن 8 حتى الغزو المسيحي للمدينة في عام 1236. بلغت مساحته الإجمالية 39٬000 متر مربع (420٬000 قدم مربع). وجزء من هيكله لازال صامداً حتى الآن.
- الكازار الملكي في مدريد هو قصر بناه الإمبراطور تشارلز الخامس، الإمبراطور الروماني المقدس، (أُعيد بناؤه من قبل ابنه فيليب الثاني)، وكان المقر الملكي الرئيس في مدريد حتى حل محله جزئيا قصر بوين ريتيرو في القرن السابع عشر. دمره حريق في عام 1734م وتم بناء القصر الملكي الحالي في مدريد في مكانه. وسمي باسم بالاسيو نويفو ولم يُطلق عليه أبداً اسم الكازار.
- كازار قلعة سيغوربي في مقاطعة كاستيلون، منطقة مستقلة من فالنسيا، وهي مجمع هائل حيث كانت ولأكثر من ألف سنة مقراً لإقامة اللوردات والدوق والملوك.

### خارج إسبانيا
في مدينة باليرمو الصقلية هناك قسم المدنية اسمه كاسارو (بالإيطالية: Cassaro)‏، ويطابق مستوطنة زيسا البونيقية القديمة على أرض مرتفعة حصنها العرب وعرفت باسم «القصر»، وأصبحت هذه المنطقة قصراً نورمانيا بعد غزوهم.
في البرتغال هناك مدينة تسمى الكاسر دو سال (قصر الملح) الذي كان مقعد مغاربة الأندلس للإدارة الإقليمية.
القصر الاستعماري في سانتو دومينغو، الذي بني أصلاً لابن كريستوفر كولومبوس، دياغو كولومبوس في عام 1509، ومعروف شعبيا باسم «ألكزار دي كولون» (بالإسبانية: Alcázar de Colón)‏ أي قصر كولومبوس وهو بني بالأسلوب الأندلسي.